# أيام قليلة من الراحة (فلم)
أيامٌ قليلةٌ من الراحة (بالفرنسية: Quelques jours de répit) هو فيلم درامي فرنسي جزائري صدر عام 2011 من تأليف وإخراج عمر حكار الذي شارك في بطولتهِ رفقة سمير قواسمي. شارك الفيلمُ في قسمِ السينما العالمية في مهرجان صندانس السينمائي عام 2011.

## طاقم التمثيل
- مارينا فلادي في دور يولاند
- عمر حكار في دور محسن
- سمير قواسمي في دور حسن